# Mukařov (district de Prague-Est)
Pour les articles homonymes, voir Mukařov.
Mukařov (en allemand : Mukarschow) est une ville du district de Prague-Est, dans la région de Bohême-Centrale, en République tchèque. Sa population s'élevait à 2 619 habitants en 2020.

## Géographie
Mukařov se trouve à 7 km à l'est de Říčany et à 24 km à l'est-sud-est du centre de Prague.
La commune est limitée par Doubek au nord, par Štíhlice, Vyžlovka et Louňovice à l'est, par Svojetice au sud, et par Tehovec et Babice à l'ouest.

## Histoire
La première mention écrite de la localité date de 1318.